# Passo delle Sagnette
Il Passo delle Sagnette è il punto di collegamento tra la valle Po e il vallone delle Forcioline in valle Varaita. È un punto di passaggio obbligato per la salita sul Monviso per la Via normale del Monviso salendo dal  Rifugio Quintino Sella (2640 m).

## Avvicinamento
Per raggiungere il Passo delle Sagnette si parte da Pian del Re (2020 s.l.m.) e si procede verso il Lago Fiorenza e successivamente per il Lago Chiaretto. Da qui si continua a salire fino a raggiungere il  Rifugio Quintino Sella. Dal rifugio si continua verso il Passo di San Chiaffredo e, una volta superato il Lago Grande di Viso, si abbandona il sentiero GTA per imboccare il Passo delle Sagnette. La salita per il passo si divide in due parti. La prima è costituita da una mulattiera non particolarmente impegnativa, mentre la seconda è un'ascesa su roccia attrezzata con catene e corde fisse (simile ad una via ferrata).
La fine della parte attrezzata coincide con l'arrivo in punta al passo.

## Vie successive
Scendendo dal lato del Vallone delle Forcioline ci si trova davanti a un bivio dove a sinistra si scenderà in valle Varaita e si incontrerà il Lago delle Forcioline e il Bivacco Boarelli, mentre a destra si proseguirà per la via normale del Monviso e si raggiungerà il Bivacco Andreotti a 3225 s.l.m..

## Attrezzatura richiesta
Per salire il tratto attrezzato è obbligatorio avere ed indossare caschetto, imbrago e kit da ferrata. È vietato salire senza questa attrezzatura e, in caso di infortunio senza attrezzatura o con un uso scorretto di questa, i costi di soccorso sono completamente a carico dell'infortunato.

## Galleria d'immagini

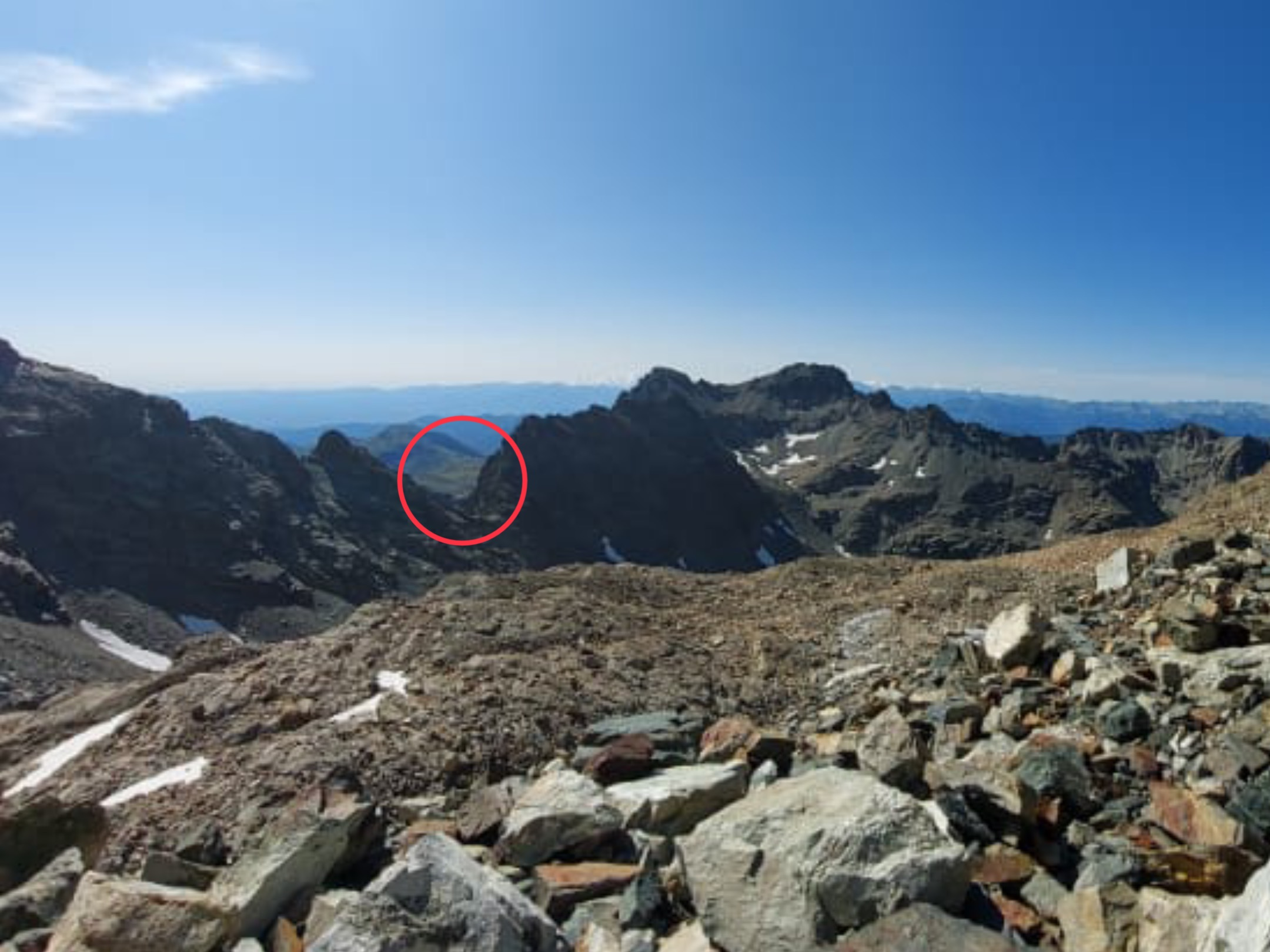
Passo delle Sagnette visto dalla via normale del Monviso
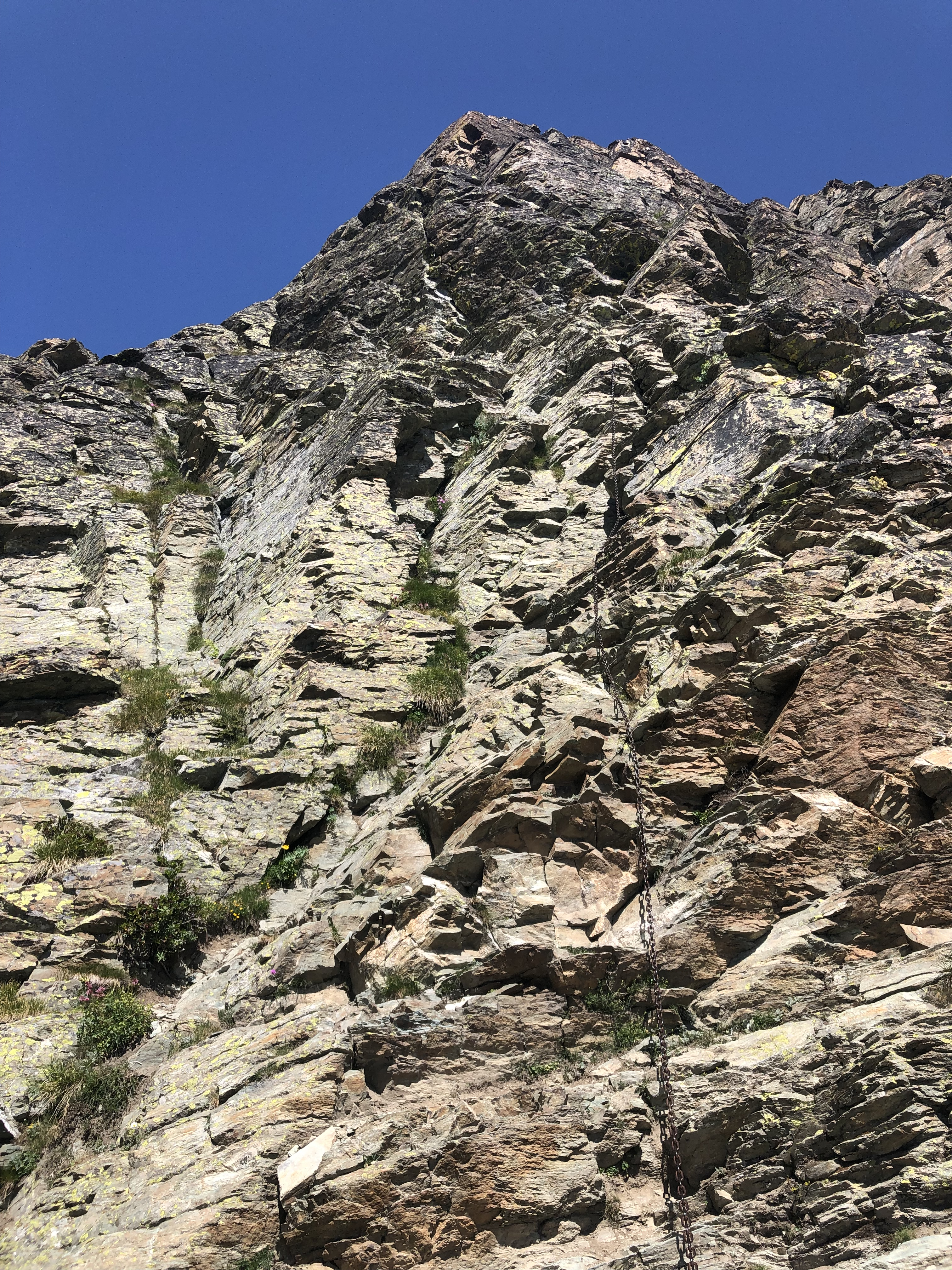
Parete attrezzata con catene in salita verso il passo
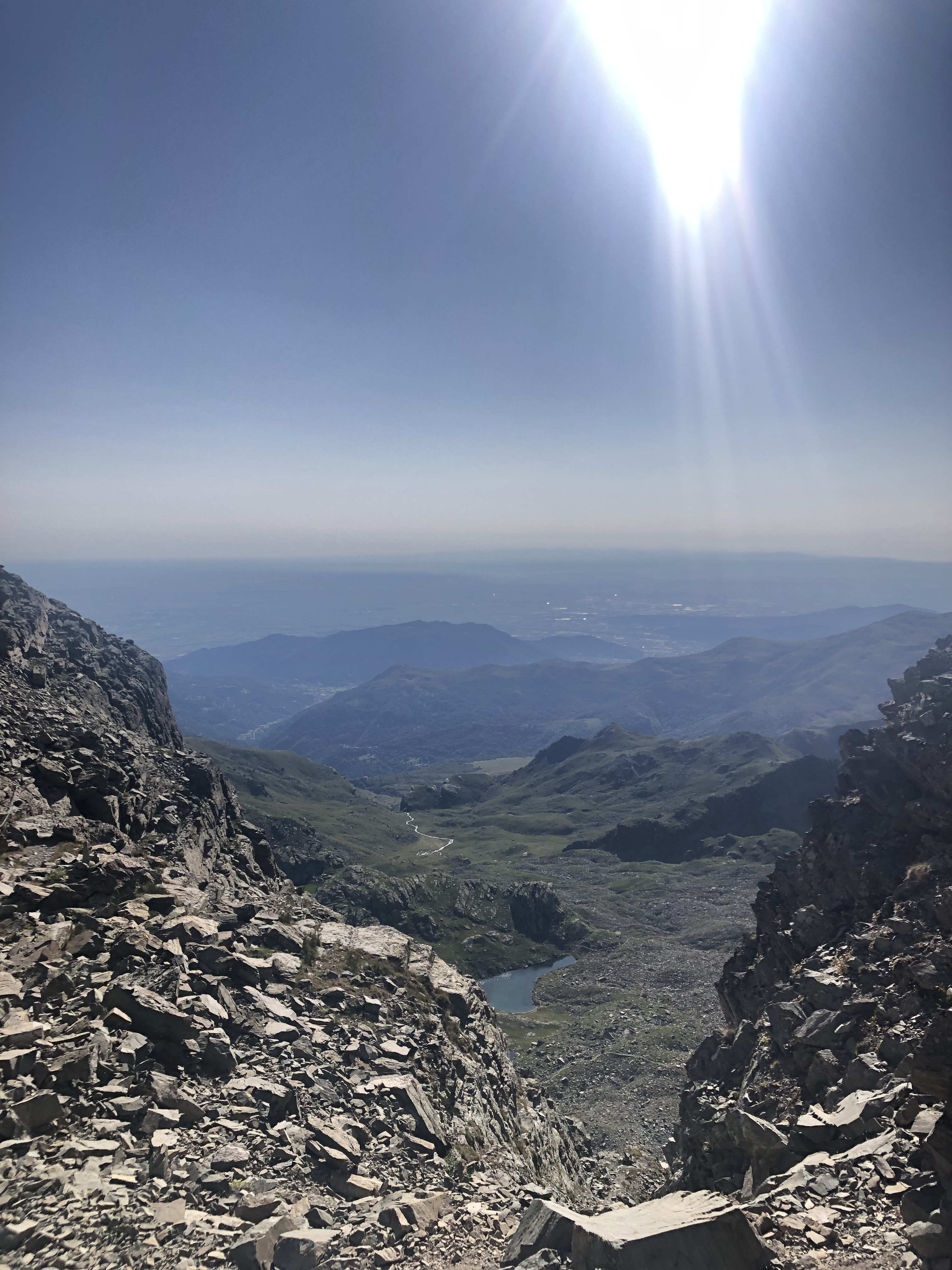
Valle Po dal passo delle Sagnette
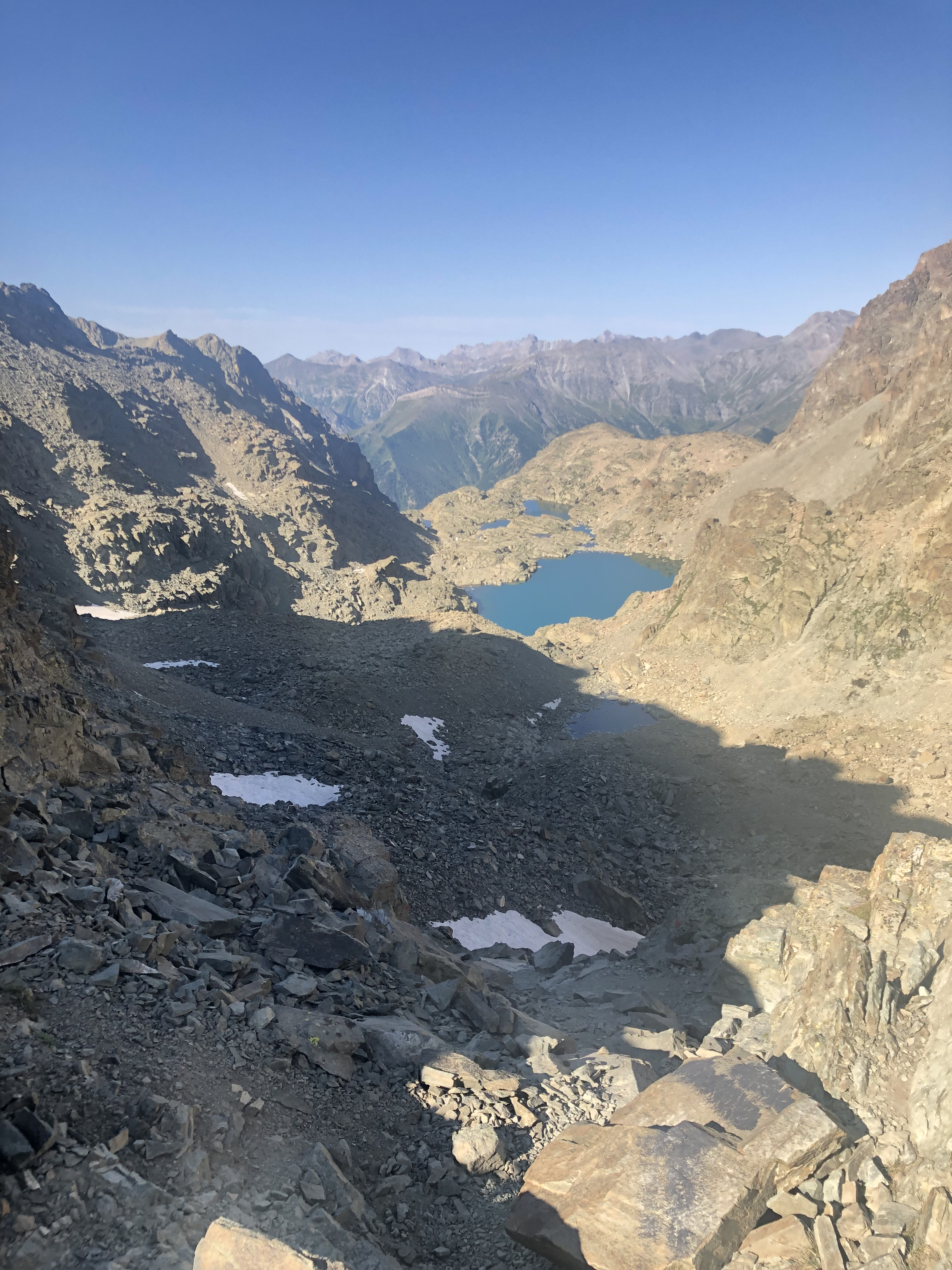
Vallone delle Forcioline (valle Varaita) visto dal passo delle Sagnette